# FK Teteks
FK Teteks (makedonskou cyrilicí ФК Тетекс) je severomakedonský fotbalový klub z města Tetovo, který byl založen roku 1953. Své domácí zápasy hraje na stadionu Gradski stadion Tetovo s kapacitou 15 000 diváků. Klubové barvy jsou modrá a bílá.
Dvakrát vyhrál severomakedonský fotbalový pohár (2009/10, 2012/13), díky čemuž se v následujících sezonách představil v Evropské lize.

## Logo
V klubovém znaku ve tvaru erbu je v horní části stylizovaný fotbalový míč. Uprostřed je v modrém pásu bílý šikmý nápis „teteks“, pod ním je šedě a azbukou název města Тетово (Tetovo) a nad ním opět azbukou zkratka ФК (fotbalový klub).

## Úspěchy
Severomakedonský fotbalový pohár
- 2 × vítěz (2009/10, 2012/13)[3]

## Výsledky v evropských pohárech
| Soutěž             | Sezóna  | Kolo        | Soupeř       | Doma | Venku | Celkem | Postup  |
| ------------------ | ------- | ----------- | ------------ | ---- | ----- | ------ | ------- |
| Evropská liga UEFA | 2010/11 | 2. předkolo | FK Ventspils | 3:1  | 0:0   | 3:1    | postup  |
| Evropská liga UEFA | 2010/11 | 3. předkolo | IF Elfsborg  | 1:2  | 0:5   | 1:7    | vyřazen |
| Evropská liga UEFA | 2013/14 | 1. předkolo | FC Pjunik    | 1:1  | 0:1   | 1:2    | vyřazen |